# Caterina Appiani
Caterina Appiani (Piombino vers 1398-Scarlino 1451) fou filla de Gerard Lleonard Appiani. Fou senyora de Piombino, Scarlino, Populonia, Suvereto, Buriano, Abbadia al Fango, Vignale i de les illes d'Elba, Montecristo, Pianosa, Cerboli i Palmaiola el 30 de novembre de 1445. El Piombino fou atacat pel rei català Alfons I però va resistir amb ajut florentí i Alfons es va haver de retirar. Va morir a Scarlino el 19 de febrer de 1451 probablement de pesta i el principat va passar al seu oncle Manel Appiani, germà de Gerard Lleonard. El 1440 es va casar amb Rinald Orsini de la família dels comtes de Tagliacozzo, que va morir de pesta al Piombino el 13 de juliol de 1450.